# Raimondo V di Tolosa
Raimondo V di Tolosa (1134 – Nîmes, dicembre 1194) fu conte di Tolosa, marchese di Provenza e duca di Narbona dal 1148 alla sua morte.

## Origine
Figlio primogenito del conte di Rouergue o di Rodez, conte di Tolosa, duca di Settimania o di Narbona e marchese di Provenza, Alfonso Giordano e di Faydide o Faydive (come risulta dalla Histoire Générale de Languedoc, Notes, Tome IV, e dalla Histoire de Montpellier), figlia di Raimondo Decano II, signore d'Uzès e Posquiêres.
Alfonso Giordano era il figlio ultimogenito del conte di Saint-Gilles, marchese di Gotia, Conte di Tolosa, marchese di Provenza e conte di Tripoli, che fu anche uno dei baroni della Prima Crociata (Crociata dei baroni), Raimondo di Saint Gilles (come risulta dal De Liberatione Civitatum Orientis degli Annali Genovesi di Caffaro e de´ suoi continuatori, Vol. 1) e della sua terza moglie Elvira di Castiglia (?-1155), che, secondo il Chronicon regum Legionensium era figlia illegittima del re di León, re di Castiglia e re di Galizia, Alfonso VI di Castiglia e della sua concubina, Jimena Muñoz(?-1128), figlia di Munio Muñoz (? - dopo il 1186) e della moglie, Velasquita Muñoz (? - dopo il 1185).

## Biografia

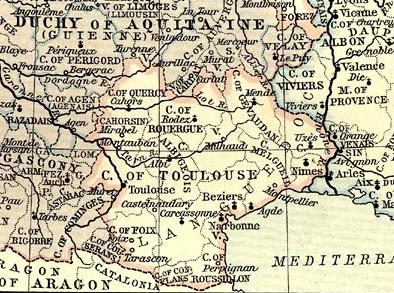
La contea di Tolosa, nel 1154.

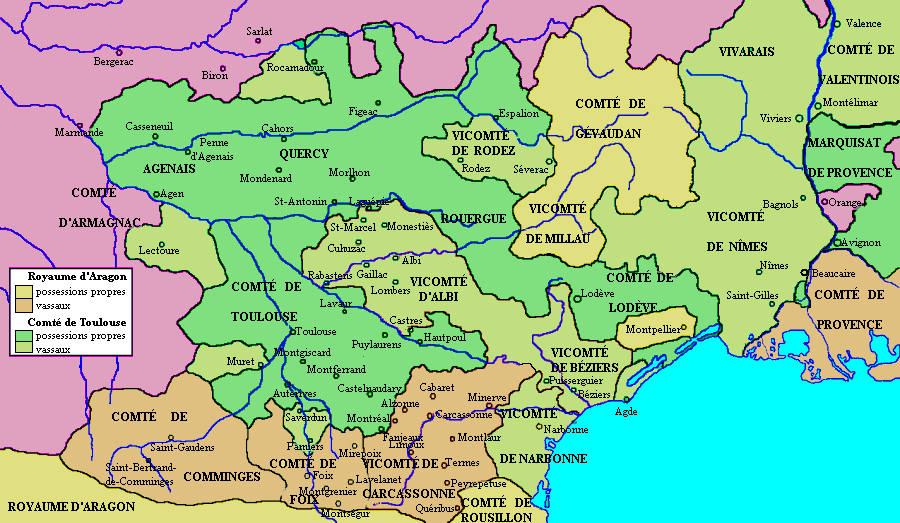
L'Occitania, nel 1209, quindici anni dopo la morte di Raymondo V.

Raimondo (Raimundus, filius comitis de Tolosa) viene citato per la prima volta in un documento del 15 ottobre 1141, il nº 30 del Cartulaire de la commanderie de Richerenches de l'ordre du Temple, in cui risulta testimone di una donazione fatta ai Cavalieri templari di Avignone.
Nel 1148, alla morte del padre in Terra santa, gli subentrò nei titoli di conte di Tolosa, marchese di Provenza e duca di Narbona, che governò col fratello terzogenito Alfonso, che, nel 1171, sottoscrisse l'alleanza che il fratello Raimondo fece con il visconte di Béziers, Ruggero.
Nel 1159, Raimondo dovette subire l'attacco del re d'Inghilterra, Enrico II, che rivendicava la contea in nome della moglie, la duchessa d'Aquitania, Eleonora. Enrico II, dopo aver occupato una parte della contea, si diressa su Tolosa, che però vide arrivare in suo aiuto il re di Francia, Luigi VII, che presidiò la città fino al ritiro di Enrico II, salvando la contea a Raimondo V.
L'anno dopo, Enrico II concordò una tregua con Luigi VII e Raimondo V.
Il documento nº 4219 del Recueil des Chartes de l'abbaye de Cluny. tome V del 1164, attesta che Raimondo chiarì il contenzioso che aveva col monastero di Cluny.
Nel 1171, Raimondo, dopo aver stipulato un'alleanza con il visconte di Béziers, Ruggero, gli diede in moglie la figlia Adelaide.
Nel 1173, Raimondo V, dopo aver concluso un trattato col re d'Inghilterra, Enrico II, gli rese omaggio.
Durante il suo governo della contea di Raimondo V cominciò a profilarsi il problema dei Catari, soprattutto nella contea di Tolosa e nelle diocesi di Carcassonne ed Foix, ed il conte si prodigò per arginarla, anche attraverso incontri tra le autorità ecclesiastiche (il vescovo d'Albi) ed i rappresentanti della comunità Catara, ma, nel 1177, Raimondo ammise di non poter estirpare l'eresia.
Nello stesso anno, Raimondo assistette all'incoronazione a re di Arles, dell'imperatore, Federico Barbarossa.
Tra il 1181 ed il 1183, nella guerra tra i figli del re d'Inghilterra, Enrico II, Enrico e Riccardo, Raimondo si schierò con Enrico, detto il re Giovane, perché era stato nominato co-reggente dal padre. All'improvvisa morte di Enrico Raimondo sciolse il suo esercito e rese omaggio a Riccardo detto Cuor di Leone, signore d'Aquitania e futuro re d'Inghilterra.
Nel 1186, però Riccardo attacco la contea di Tolosa e riuscì a strappare a Raimondo la turbolenta provincia di Quercy. Dato che Riccardo, riprendendo la politica paterna, aveva altre pretese sulla contea di Tolosa, Raimondo si appellò al re di Francia, Filippo Augusto, che, nel 1190 confermò la contea a Raimondo, mentre, dietro il pagamento di 10000 marchi d'argento, il Quercy venne lasciato a Riccardo, che nel frattempo era divenuto re d'Inghilterra ed era in procinto di partire per la terza crociata.
Raimondo morì nel 1194 lasciando i suoi titoli al figlio Raimondo e poco prima di morire, per combattere l'eresia, emanò un editto, dove decretava la pena di morte per ogni eretico della città di Tolosa e dintorni (L'editto originale non si è trovato, ma una lettera scritta nel 1211, dal municipio di Tolosa al re d'Aragona, Pietro II conferma che il conte Raimondo V aveva emanato l'editto di cui sopra).
La morte di Raimondo V viene ricordata nel documento nº 7 delle Preuves de l'Histoire Générale de Languedoc, tome V, mentre il documento XLI della Histoire Générale de Languedoc, avec des Notes, Tome V ci informa che la morte avvenne a Nîmes e che Raimondo fu inumato nella cattedrale di quella stessa città.

## Matrimonio e discendenza
Nel 1154 aveva sposato Costanza di Francia, figlia del re di Francia, Luigi VI detto il Grosso (Luigi VI era il figlio maschio primogenito del re di Francia Filippo I e di Berta (1055 – 30 luglio 1094), figlia del conte d'Olanda, Fiorenzo I e di Gertrude Billung) e della seconda moglie (considerando come prima moglie Luciana di Rochefort, figlia del conte di Rochefort Guido I (circa 1055 - 1108), e di Elisabetta di Crécy. Il matrimonio fu annullato dal papa Pasquale II, al concilio di Troyes, il 23 maggio 1107), e di Adelaide di Moriana, figlia di Umberto II(1065 – 1103), conte di Savoia, detto il Rinforzato, e di Giselda di Borgogna, figlia di Guglielmo I di Borgogna.
Costanza era vedova dal 1153 del conte di Mortain ed erede della contea di Boulogne ed erede del ducato di Normandia e del trono d'Inghilterra, Eustachio di Blois, figlio del re d'Inghilterra e duca di Normandia, Stefano di Blois e della contessa di Boulogne, Matilde, nipote dei primi due re di Gerusalemme, Goffredo di Buglione e Baldovino I di Gerusalemme.
Raimondo V, nel 1165, divorziò da Costanza.
Raimondo da Costanza ebbe quattro figli:
- Adelaide[28][29] (?-1200), che sposò nel 1171 Ruggero II di Béziers[8], visconte di Carcassonne, Béziers, Albi e Razès
- Raimondo il Vecchio[24][29] (1156-1222), conte di Tolosa[30] e marchese di Provenza.
- Alberico Tagliaferro[29] (circa 1160-1183), conte di Saint-Gilles[31], sposò nel 1179 la contessa d'Albon e delfina del Viennese, Beatrice (1161-1228), figlia del delfino Ghigo V del Viennese (1125-1162).
- Baldovino di Tolosa[29] (1165-1214), visconte di Bruniquel, sposò, nel 1196, Alice (1177-?), figlia del visconte Sicardo V di Lautrec: da queste coppia discese in linea diretta il celebre pittore Henri de Toulouse-Lautrec;

da amanti sconosciute Raimondo ebbe altri due figli:
- Pietro Raimondo[29] (?- dopo il 1224)
- India, che sposò, prima, Guilabert de Lautrec, e poi, Bernardo Giordano, Signore dell'Isle-Jourdain.

## Ascendenza
|                                           |                                          |                                             | Genitori                         |  |  | Nonni |  |  | Bisnonni                   |  |  | Trisnonni                      |  |
|                                           |                                          |                                             |                                  |  |  |       |  |  | Ponzio II, conte di Tolosa |  |  | Guglielmo III, conte di Tolosa |  |
|                                           |                                          |                                             |                                  |  |  |       |  |  | Ponzio II, conte di Tolosa |  |  | Guglielmo III, conte di Tolosa |  |
|                                           |                                          | Emma, marchesa di Provenza                  |                                  |  |  |       |  |  | Ponzio II, conte di Tolosa |  |  |                                |  |
| Raimondo IV, conte di Tolosa              |                                          |                                             |                                  |  |  |       |  |  | Ponzio II, conte di Tolosa |  |  |                                |  |
|                                           |                                          | Almodis de La Marche                        | Bernardo I, conte de La Marche   |  |  |       |  |  |                            |  |  |                                |  |
|                                           |                                          | Almodis de La Marche                        | Bernardo I, conte de La Marche   |  |  |       |  |  |                            |  |  |                                |  |
|                                           |                                          | Almodis de La Marche                        | Amelia de Rasés                  |  |  |       |  |  |                            |  |  |                                |  |
| Alfonso Giordano, conte di Tolosa         |                                          | Almodis de La Marche                        |                                  |  |  |       |  |  |                            |  |  |                                |  |
|                                           |                                          | Alfonso VI, re di Castiglia, León e Galizia | Ferdinando I, conte di Castiglia |  |  |       |  |  |                            |  |  |                                |  |
|                                           |                                          | Alfonso VI, re di Castiglia, León e Galizia | Ferdinando I, conte di Castiglia |  |  |       |  |  |                            |  |  |                                |  |
|                                           |                                          | Alfonso VI, re di Castiglia, León e Galizia | Sancha I, regina di León         |  |  |       |  |  |                            |  |  |                                |  |
| Elvira di Castiglia                       |                                          | Alfonso VI, re di Castiglia, León e Galizia |                                  |  |  |       |  |  |                            |  |  |                                |  |
|                                           |                                          | Jimena Muñoz de Lara                        | Munio Muñoz                      |  |  |       |  |  |                            |  |  |                                |  |
|                                           |                                          | Jimena Muñoz de Lara                        | Munio Muñoz                      |  |  |       |  |  |                            |  |  |                                |  |
|                                           |                                          | Jimena Muñoz de Lara                        | Velasquita de Lara               |  |  |       |  |  |                            |  |  |                                |  |
| Raimondo V, conte di Tolosa               |                                          | Jimena Muñoz de Lara                        |                                  |  |  |       |  |  |                            |  |  |                                |  |
|                                           | Raimondo Decano I, signore di Posquiêres | …                                           |                                  |  |  |       |  |  |                            |  |  |                                |  |
|                                           | Raimondo Decano I, signore di Posquiêres | …                                           |                                  |  |  |       |  |  |                            |  |  |                                |  |
|                                           | Raimondo Decano I, signore di Posquiêres | …                                           |                                  |  |  |       |  |  |                            |  |  |                                |  |
| Raimondo Decano II, signore di Posquiêres | Raimondo Decano I, signore di Posquiêres |                                             |                                  |  |  |       |  |  |                            |  |  |                                |  |
|                                           |                                          | …                                           | …                                |  |  |       |  |  |                            |  |  |                                |  |
|                                           |                                          | …                                           | …                                |  |  |       |  |  |                            |  |  |                                |  |
|                                           |                                          | …                                           | …                                |  |  |       |  |  |                            |  |  |                                |  |
| Faydiva d'Uzès                            |                                          | …                                           |                                  |  |  |       |  |  |                            |  |  |                                |  |
|                                           |                                          | Elzéart, signore d'Uzès                     | …                                |  |  |       |  |  |                            |  |  |                                |  |
|                                           |                                          | Elzéart, signore d'Uzès                     | …                                |  |  |       |  |  |                            |  |  |                                |  |
|                                           |                                          | Elzéart, signore d'Uzès                     | …                                |  |  |       |  |  |                            |  |  |                                |  |
| Maria d'Uzès                              |                                          | Elzéart, signore d'Uzès                     |                                  |  |  |       |  |  |                            |  |  |                                |  |
|                                           |                                          | …                                           | …                                |  |  |       |  |  |                            |  |  |                                |  |
|                                           |                                          | …                                           | …                                |  |  |       |  |  |                            |  |  |                                |  |
|                                           |                                          | …                                           | …                                |  |  |       |  |  |                            |  |  |                                |  |
|                                           |                                          | …                                           |                                  |  |  |       |  |  |                            |  |  |                                |  |

### Fonti primarie
- (LA)  Preuves de l'Histoire Générale de Languedoc, tome V.
- (LA)  Monumenta Germaniae Historica, Scriptores, tomus XXIII.
- (LA)  Annali Genovesi di Caffaro e de´ suoi continuatori, Vol. 1.
- (LA)  Histoire Générale de Languedoc avec des Notes, tome V.
- (LA)  Histoire Générale de Languedoc avec des Notes, tome IV.
- (LA)  Chartes de l'abbaye de Cluny. tome V.
- (LA)  Monumenta Germaniae Historica, Scriptores, tomus XIII.

### Letteratura storiografica
- E. F. Jacob, Innocenzo III, in "Storia del mondo medievale", vol. V, 1980, pp. 5–53
- A. S. Tuberville, Le eresie e l'Inquisizione nel medioevo: 1000-1305 ca., in "Storia del mondo medievale", vol. V, 1980, pp. 568–598
- Louis Halphen, La Francia: Luigi VI e Luigi VII (1108-1180), in "Storia del mondo medievale", vol. V, 1980, pp. 705–739
- Frederik Maurice Powike, I regni di Filippo Augusto e Luigi VIII di Francia, in "Storia del mondo medievale", vol. V, 1980, pp. 776–828
- Paul Fournier, Il regno di Borgogna o d'Arles dall'XI al XV secolo, in "Storia del mondo medievale", vol. VII, 1981, pp. 383–410
- (EN)  Historia rerum Anglicarum of William of Newburgh, libro I.
- (FR)  Histoire Générale de Languedoc, Notes, Tome IV.
- (FR)  Histoire Générale de Languedoc avec desNotes, Tome IV.
- (FR)  Histoire Générale de Languedoc avec des Notes, Tome V.
- (FR)  Histoire de Montpellier.
- (EN)  The World of El Cid: Chronicles of the Spanish Reconquest.